# Mahón
Mahón (spanskt uttal: [maˈon], katalanska: Maó [məˈo]) är en stad och kommun på Menorca i den autonoma regionen Balearerna i Spanien. Mahón ligger på den östra delen av Menorca och utgör öns centralort, med hamn vid Medelhavet. Kommunen har 30 419 invånare (2024), på en yta av 117,31 km².